# Alexei Saizew
Alexei Saizew (* 13. Juni 1986) ist ein ehemaliger kasachischer Bahn- und Straßenradsportler.

## Sportliche Laufbahn
2004 startete Alexei Saizew bei den UCI-Bahn-Weltmeisterschaften der Junioren in Los Angeles und belegte in der Einerverfolgung Platz 20. Im Jahr darauf errang er bei den Asienmeisterschaften im indischen Ludhiana auf der Bahn die Bronzemedaille im Scratch hinter dem Südkoreaner Tae Bok You und dem Japaner Kazuhiro Mori.
Im nächsten Jahr fuhr er für das kasachische Cycling Team Capec, das eine UCI-Lizenz als Continental Team besaß. Hier gewann er bei der Ägypten-Rundfahrt die dritte Etappe in Scharm asch-Schaich. Am Ende der Saison beendet Saizew seine Radsportlaufbahn.

## Erfolge
2005
- Asienmeisterschaft - Scratch

2006
- eine Etappe Ägypten-Rundfahrt

## Teams
- 2006 Cycling Team Capec